# Draba cantabriae
Draba cantabriae là một loài thực vật có hoa trong họ Cải. Loài này được (Laínz) Laínz mô tả khoa học đầu tiên năm 1969.